# Out Standing in Their Field
Out Standing in Their Field is een album dat verscheen onder de naam Steve Morse Band. Absoluut leider van de band is de naamgever. De muziek die is opgenomen in de M.O.R. Studio (gitaar) en Live Wire Studio (slagwerk) te New York laat een scala aan muziekstijlen horen, van jazzrock naar klassiek, maar dat alles binnen het rockidioom. Morse staat bekend als een technisch begaafd gitarist, die in tegenstelling tot soms anderen technische gitaristen oog houdt voor melodie. Het maakt daarbij niet uit of hij in zijn eigen band speelt of musiceerde met Dixie Dregs, Deep Purple of Kansas.
De titel is een woordgrap: Outstanding in their field betekent voortreffelijk in hun vakgebied; Out Standing in their Field; Buitenstaand op hun terrein…
Geen van de albums van Morse haalde de Nederlandse albumlijsten (gegevens 2010).

## Musici
- Steve Morse – gitaar
- Kevin Morse – gitaar op Time Junction
- Dave LaRue – basgitaar
- Van Romaine – slagwerk

## Tracklist
Allen van Steve Morse, behalve Time Junction Steve en Kevin Morse

| Nr. | Titel                      | Duur |
| --- | -------------------------- | ---- |
| 1.  | Name Dropping              | 4:59 |
| 2.  | Brink of the Edge          | 4:43 |
| 3.  | Here and Now and Then      | 5:06 |
| 4.  | Relentless Encroachment    | 4:55 |
| 5.  | John Deere Letter          | 4:43 |
| 6.  | More to the Point          | 4:28 |
| 7.  | Time Junction              | 5:16 |
| 8.  | Unnamed Sources            | 4:31 |
| 9.  | Flight of Osprey           | 3:21 |
| 10. | Baroque ‘n Dreams          | 3:16 |
| 11. | Rising Power (live-opname) | 9:27 |